# Hugh Dalton
Edward Hugh John Neale Dalton, baron Dalton (ur. 26 sierpnia 1887 w Neath w Walii, zm. 13 lutego 1962) – brytyjski polityk, członek Partii Pracy, minister w rządach Winstona Churchilla i Clementa Attleego.
Był synem kanonika Johna Neale'a Daltona, kapelana królowej Wiktorii i wychowawcą przyszłego króla Jerzego V. Jego matką była Catherine Thomas. Hugh kształcił się w Eton College oraz w King’s College na Uniwersytecie Cambridge. Następnie przeniósł się do London School of Economics. Podczas I wojny światowej służył wpierw w Army Service Corps, a następnie w Królewskiej Artylerii. W stopniu porucznika walczył na froncie zachodnim i froncie włoskim. W późniejszych latach wydał wspomnienia z okresu wojny zatytułowane With British Guns in Italy. Po wojnie powrócił do London School of Economics, później został również wykładowcą na Uniwersytecie Londyńskim.
W 1922 r. Dalton podjął pierwszą, nieudaną, próbę uzyskania mandatu parlamentarnego startując w wyborach uzupełniających w okręgu Cambridge. Porażką zakończyły się również trzy kolejne próby - w wyborach powszechnych 1922 r. w okręgu Maidstone, w wyborach powszechnych 1923 r. w okręgu Cardiff East oraz w wyborach uzupełniających w 1924 r. w okręgu Holland with Boston. Dopiero w wyborach powszechnych 1924 r. udało się Daltonowi uzyskać miejsce w Izbie Gmin jako reprezentantowi okręgu Peckham.
Od 1924 r. Hugh był żonaty z Ruth Dalton (miał z nią jedną córkę), która od lutego 1929 r. była laburzystowską deputowaną do Izby Gmin z okręgu Bishop Auckland. Zrezygnowała jednak ze startu w wyborach powszechnych 1929 r. i Hugh zastąpił ją w jej dotychczasowym okręgu. Okręg Bishop Auckland reprezentował do 1959 r., z przerwą w latach 1931–1935.
W drugim rządzie MacDonalda, Dalton był podsekretarzem stanu w Ministerstwie Spraw Zagranicznych. W rządzie wojennym Churchilla objął w 1940 r. tekę ministra wojny ekonomicznej. Na tym stanowisku nadzorował działalność Kierownictwa Operacji Specjalnych, był również członkiem komitetu wykonawczego Kierownictwa Wojny Politycznej. W 1942 r. Dalton został przeniesiony na stanowisko przewodniczącego Zarządu Handlu. Stanowisko to utracił po opuszczeniu przez Partię Pracy koalicji wojennej w maju 1945 r.
Po zwycięstwie laburzystów w wyborach powszechnych 1945 r. Dalton otrzymał stanowisko kanclerza skarbu. W 1946 r. doprowadził do nacjonalizacji Banku Anglii. W 1947 r. został zmuszony do podania się do dymisji, kiedy okazało się, że ujawnił prasie założenia dopiero co wydrukowanego projektu budżetu państwa. W 1948 r. stanął przed trybunałem Lynsekeya, badającym sprawę korupcji wśród ministrów i urzędników służby cywilnej. Został jednak oczyszczony z zarzutów. W tym samym roku powrócił do gabinetu jako Kanclerz Księstwa Lancaster. W 1950 r. otrzymał stanowisko ministra samorządu lokalnego i planowania. Pozostał na tym stanowisku do wyborczej porażki Partii Pracy w 1951 r.
W Izbie Gmin zasiadał do 1959 r. Rok później został kreowany parem dożywotnim jako baron Dalton i zasiadł w Izbie Lordów. Zmarł w 1962 r.